# Novostroika (Primórie)
|  | Per a altres significats, vegeu «Novostroika». |

Novostroika (en rus: Новостройка) és un poble del krai de Primórie, a l'Extrem Orient de Rússia, que en el cens del 2010 tenia 1.350 habitants.